# Молини (Авелино)
Молини је насеље у Италији у округу Авелино, региону Кампанија.
Према процени из 2011. у насељу је живело 263 становника. Насеље се налази на надморској висини од 718 м.